# Monòlit de Tlaltecuhtli
El Monòlit de Tlaltecuhtli és una escultura mexica, que representa aquesta deïtat de la terra. Va ser trobat el 2 d'octubre del 2006 i és l'obra artística de volum més gran trobada realitzada pels mexiques, seguida de la Pedra del Sol i del Monòlit de Coyolxauhqui. El van trobar al centre històric de la Ciutat de Mèxic a la Casa de Las Ajaracas. Gràcies a tècniques actuals de restauració, se n'ha pogut salvar part de la policromia original i s'ha considerat la possibilitat que siga la cambra mortuòria del tlatoani Ahuízotl.

## Característiques

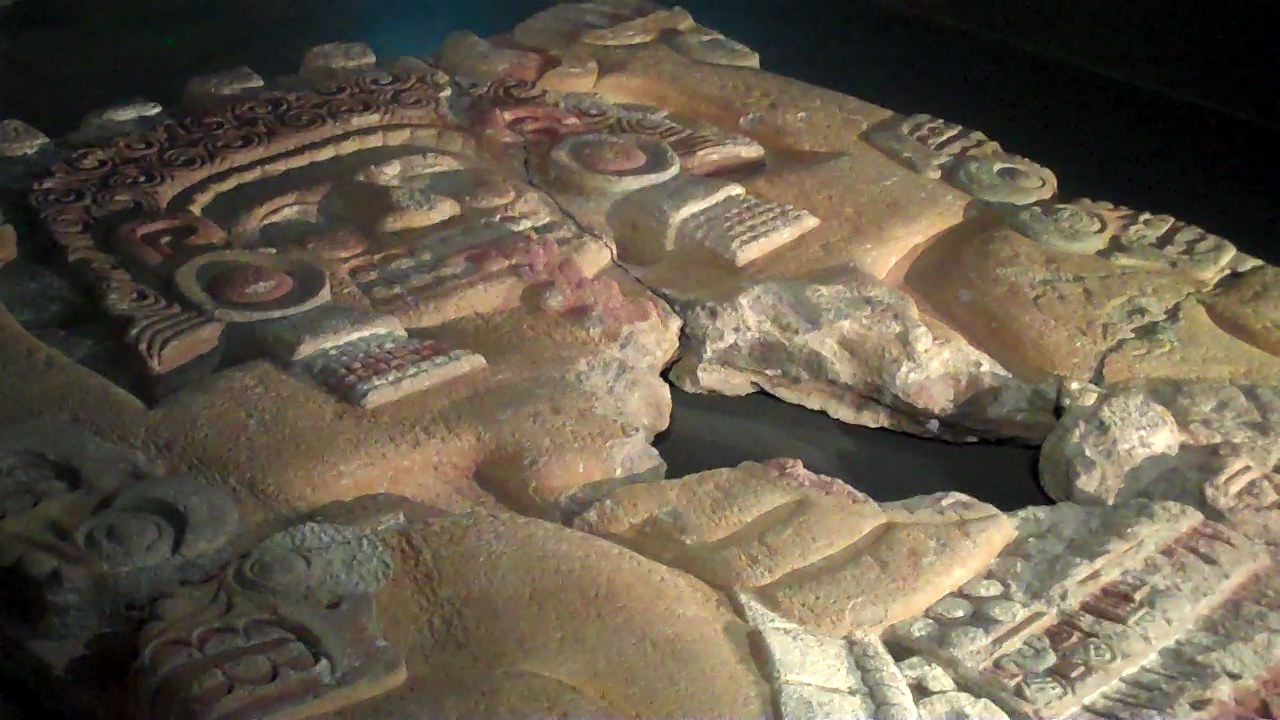
Va rebre un tractament especial per a conservar els colors originals

El monòlit és una peça tallada en andesita de lamprobolita, roca volcànica extrusiva de tonalitats rosàcies i violàcies, duta des del pujol de Tenayuca. Fa 4,17 per 3,62 m, un gruix de 38 cm i un pes d'unes 12 tones. Representa la deïtat dual (déu-dea) mexica Tlaltecuhtli, llevadora i devoradora dels éssers humans, de la qual es creu que el seu culte estava reservat a la classe sacerdotal. Va ser creat en la darrera fase dels mexiques, entre el 1502 i el 1521.

## Troballa
En un costat del jaciment arqueològic del Temple Major dels mexiques, hi ha la finca de 272 metres quadrats adjacent a la Casa de las Ajaracas, en què el Govern del Districte Federal plantejà un projecte i convocà un concurs arquitectònic per a edificar la casa i oficines del batle de la ciutat. La cantonada és molt rica en fets històrics, part del principal recinte cerimonial mexica i punt fundacional de la nova Ciutat de Mèxic, ja que en aquesta intersecció dels actuals carrers de la República de Guatemala i de la República de l'Argentina fou on l'arquitecte espanyol Alonso García Bravo començà el traçat de la Ciutat de Mèxic, a més a més de situar-se a uns metres el Palau del Marqués del Apartado construït per Manuel Tolsà Sarrión.
Per crítiques diverses, el projecte de la seu de la casa del batle es va modificar perquè l'ara anomenat Conjunt Ajaracas contindria el Centre de les Arts dels Pobles Indígenes. Iniciades les obres de fonamentació, finalment el 2 d'octubre del 2006 la troballa del Monòlit de Tlaltecuhtli en modificà el projecte fins a construir-hi tres recintes: l'Arxiu Fotogràfic de la Ciutat de Mèxic, una nova seu de l'Arxiu Històric de la Ciutat de Mèxic i un Museu on es mostrarà el monòlit i els objectes trobats in situ.